# Autun
Autun er en by beliggende i Frankrig ved floden Arroux. Byen hed i romertiden Augustodunum og har talrige ruiner.